# 외젠 그라세
외젠 사뮈엘 그라세(프랑스어: Eugène Samuel Grasset, 프랑스어 발음: [øʒɛn samɥɛl ɡʁasɛ], 1845년 5월 25일~1917년 10월 23일)는 벨 에포크 시대에 프랑스 파리에서 다양한 디자인 분야에서 활동한 스위스 출신의 장식 예술가이다. 그는 아르누보 디자인의 선구자 중 한 사람으로 평가받는다.

## 생애
그라세는 1845년 5월 25일 스위스 로잔에서 태어났다. 그는 조각가이자 가구 제작자인 아버지 밑에서 자라며, 어린 시절부터 끌과 조각칼을 다루는 법을 배웠다. 그는 프랑수아루이 다비드 보시옹(1828–1890)에게서 드로잉을 배우고, 1861년에는 건축을 공부하기 위해 취리히로 향했다. 학업을 마친 뒤 이집트를 여행했으며, 이 경험은 훗날 그의 여러 포스터 디자인에 반영되었다. 그는 일본 미술에도 큰 감명을 받아, 이는 그의 작품에 영향을 끼쳤다.
1869년부터 1870년까지 그라세는 로잔에서 극장 무대화가 및 조각가로 일했다. 이 시기에 그는 중세에 대한 고찰과 형태·기능·재료의 통합을 강조한 비올레르뒤크를 만나 그의 사상에 영향을 받게 되었다. 1871년 그는 파리로 이주해 가구, 벽지, 직물, 태피스트리뿐만 아니라 도자기와 보석 디자인에 이르기까지 다양한 분야의 작품을 제작했다. 그는 건축물에 통합될 목조 장식 요소도 설계했으며, 상아, 금, 기타 귀한 재료를 독창적으로 결합한 그의 장식 예술 작품은 아르누보 양식의 대표적인 모티프와 패턴으로 간주된다.

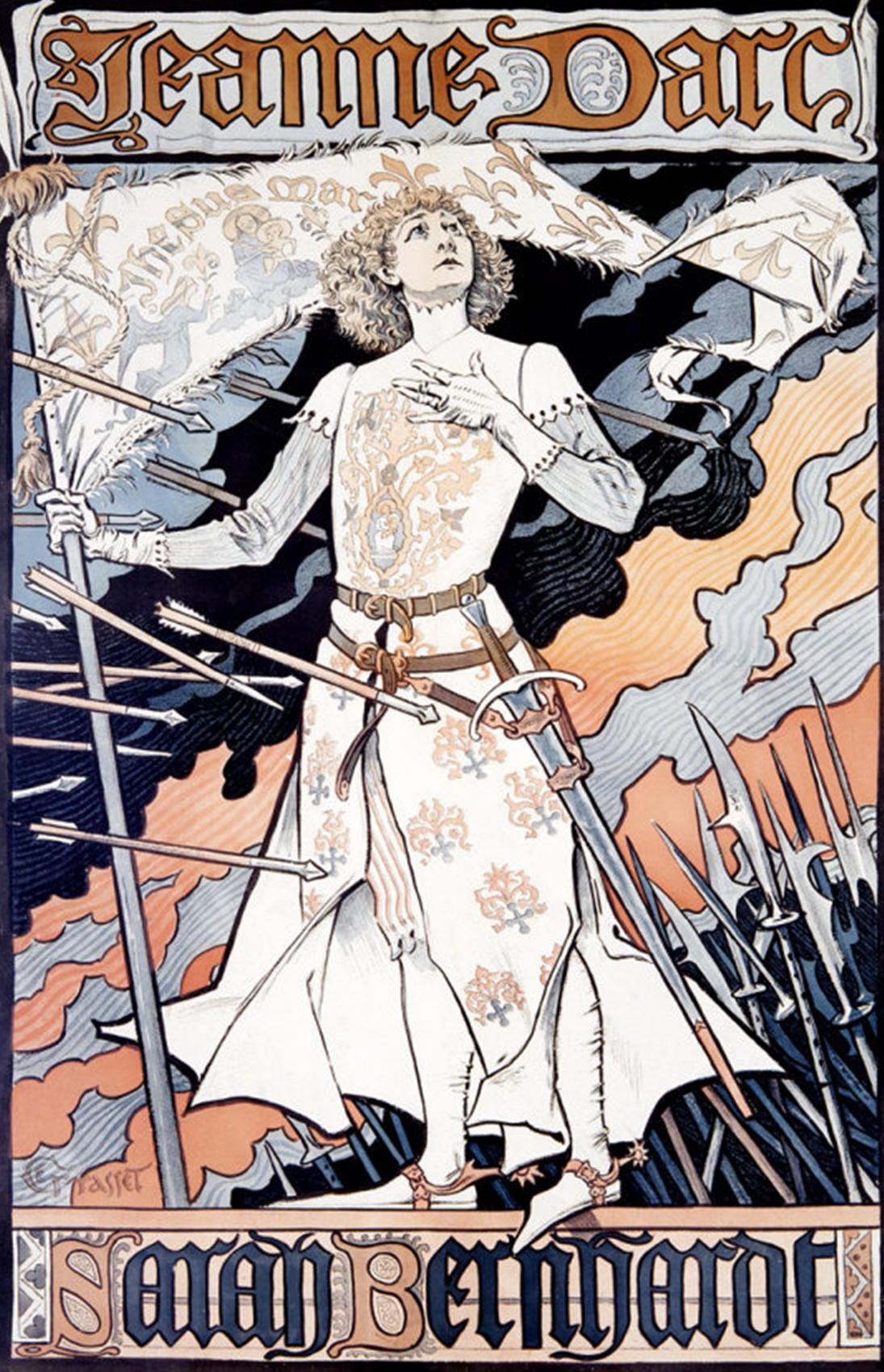
《잔 다르크를 연기한 사라 베르나르》

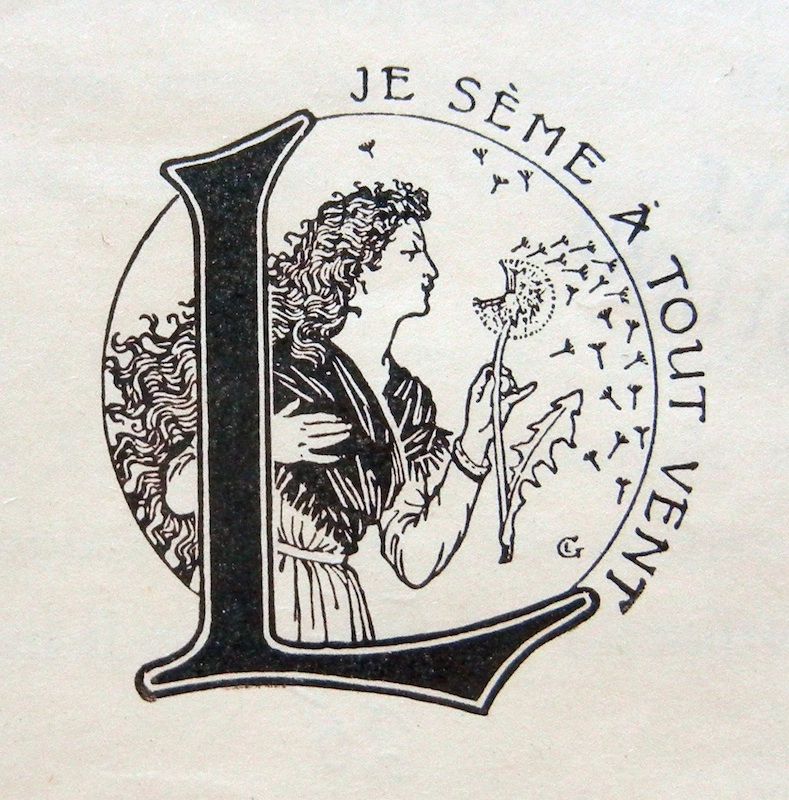
그라세가 디자인한 라루스 출판사의 로고, 1890년

1877년, 그라세는 그래픽 디자인으로 활동 영역을 넓혔고, 엽서와 우표와 같은 수익성 있는 상품을 프랑스와 스위스를 위해 제작하기 시작했다. 특히 포스터 아트 분야에서 큰 명성을 얻게 되었으며, 그 원천은 비올레르뒤크의 작품에 기반한 것이었다. 그의 작품 일부는 《포스터의 거장들》(Maîtres de l'Affiche) 시리즈에 수록되었는데, 그 중 하나가 《잔 다르크를 연기한 사라 베르나르》라는 석판화다. 1890년에는 민들레 씨앗을 뿌리는 여인을 형상화한 로고를 제작했으며, 이는 라루스 출판사(Éditions Larousse)의 상징으로 사용되었다. 그라세의 상업 미술은 전반적으로 비올레르뒤크의 드로잉을 토대로 이루어졌다.
프랑스 포스터에 대한 미국의 관심이 높아지면서, 여러 미국 회사들이 곧 그라세에게 연락을 취했다. 그는 1880년대에 첫 미국 의뢰를 받았으며, 그 성공을 바탕으로 1892년 《하퍼스 매거진》 크리스마스 특집호의 표지 디자인을 맡게 되었다. 1894년에는 《더 센추리 매거진》의 나폴레옹 생애 연재 홍보를 위해 “털복숭이 말”과 “오스테를리츠의 태양”이라는 포스터를 제작했다. 그중 “털복숭이 말”은 특히 인기를 끌어, 루이스 컴포트 티파니가 이를 스테인드글라스로 재현하기도 했다. 그라세의 미국 활동은 아르누보 양식이 미국 미술계에 뿌리내리는 데 중요한 역할을 했다.
그라세는 1890년부터 1903년까지 에콜 게랭(École Guérin), 1903년부터 1904년까지 마담 거리의 그래픽 아트 학교, 1904년부터 1913년까지 그랑드 쇼미에르 아카데미, 그리고 파리의 에콜 에스티엔에서 디자인을 가르쳤다. 그는 니콜라 장송의 알파벳을 자유롭게 변형하여, 게랭 학교에서 가르친 장식 구성을 바탕으로 자신만의 이론서 인쇄에 활용하고자 했다. 프랑스의 서체 디자이너 조르주 페뇨(Georges Peignot)는 이 알파벳을 취득하여 1897년 10월 7일 ‘그라세’라는 이름으로 공식 특허를 획득하였고, 활자 공방의 펀치 조각가 앙리 파르망티에(Henri Parmentier)에게 이를 조각하도록 맡겼다.

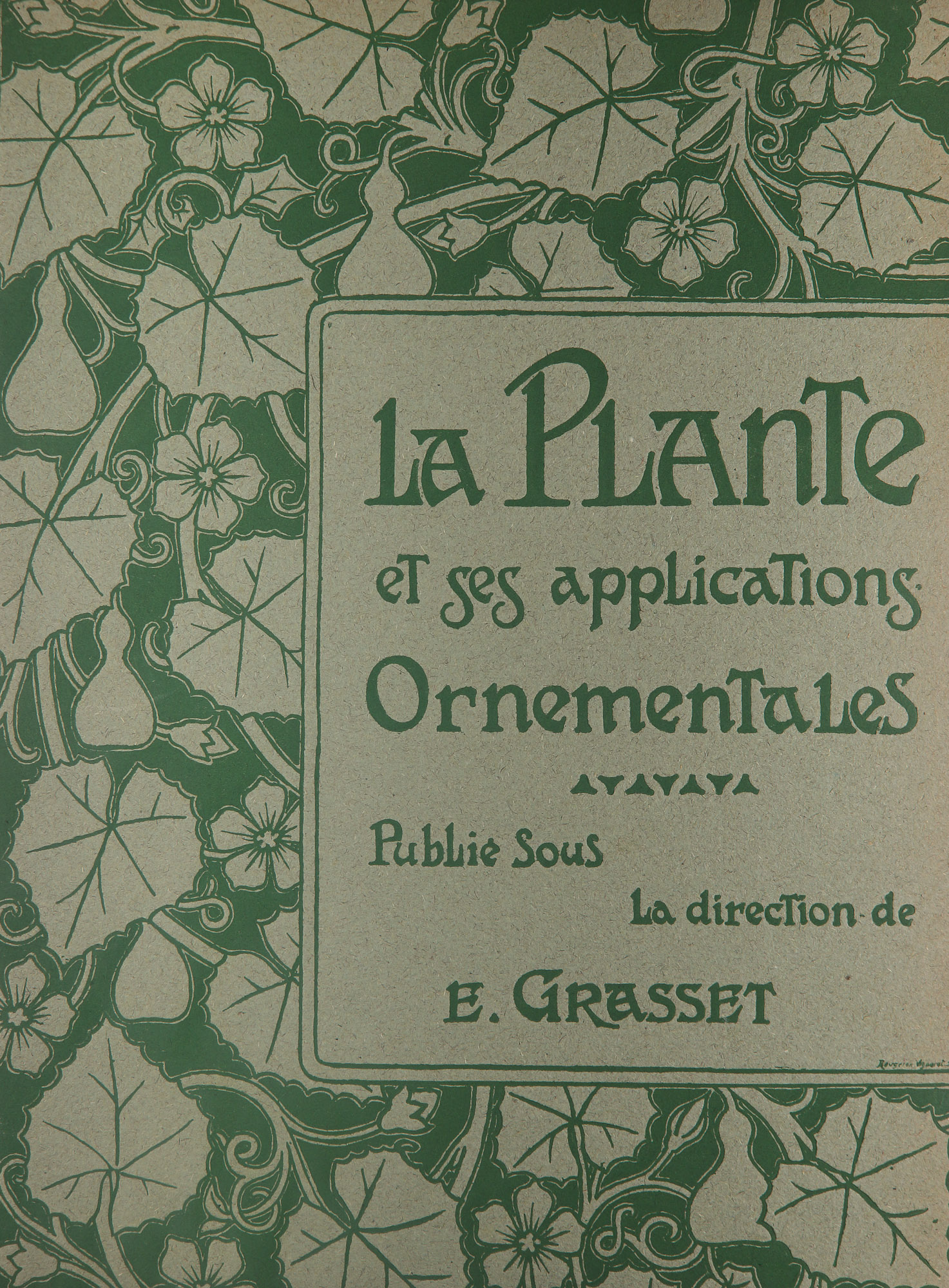
식물의 장식적 활용에 대한 논문, 1896년

1896년에는 식물의 장식적 활용에 관한 논문을 출판하였으며, 이 책에는 그라세의 제자들이 제작한 디자인 도안도 실렸다. 그의 제자들로는 폴 베르통(Paul Berthon), 조르주 부르조(Georges Bourgeot), 폴 폴로(Paul Follot), 마르셀 고댕(Marcelle Gaudin), 아우구스토 자코메티(Augusto Giacometti), 아르센 에르비니에(Arsène Herbinier), 안나 마르탱(Anna Martin), 마튀랭 메외(Mathurin Méheut), 쥘리에트 밀레지(Juliette Milési), 오토 에른스트 슈미트(Otto Ernst Schmidt), 오귀스트 실리스(Auguste Silice), 모리스 피야르 베르느유(Maurice Pillard Verneuil), 알린 푸아트뱅(Aline Poitevin), 피에르 셀메르셰임(Pierre Selmersheim), 토니 셀메르셰임(Tony Selmersheim), 카미유 가브리엘 슐럼베르제(Camille Gabriel Schlumberger), 엘리제우 비스콘티(Eliseu Visconti), 필리프 볼퍼르(Philippe Wolfers) 등이 있다.
1900년 파리 만국박람회에서는 G. 페이뇨 에 피스(G. Peignot et Fils) 활자 공방이 ‘그라세’ 서체를 선보였는데, 이는 그라세가 1898년에 일부 포스터를 위해 디자인한 이탤릭체였다. 또한 그라세는 보석상 앙리 베베르(Henri Vever)와도 협업했으며, 정교한 예술성과 신화적 영감을 결합한 ‘헤라클레스 펜던트’와 같은 작품들을 선보였다.
그라세는 1917년 파리 남서쪽 오드센주 소에서 사망했다.

## 작품

### 포스터

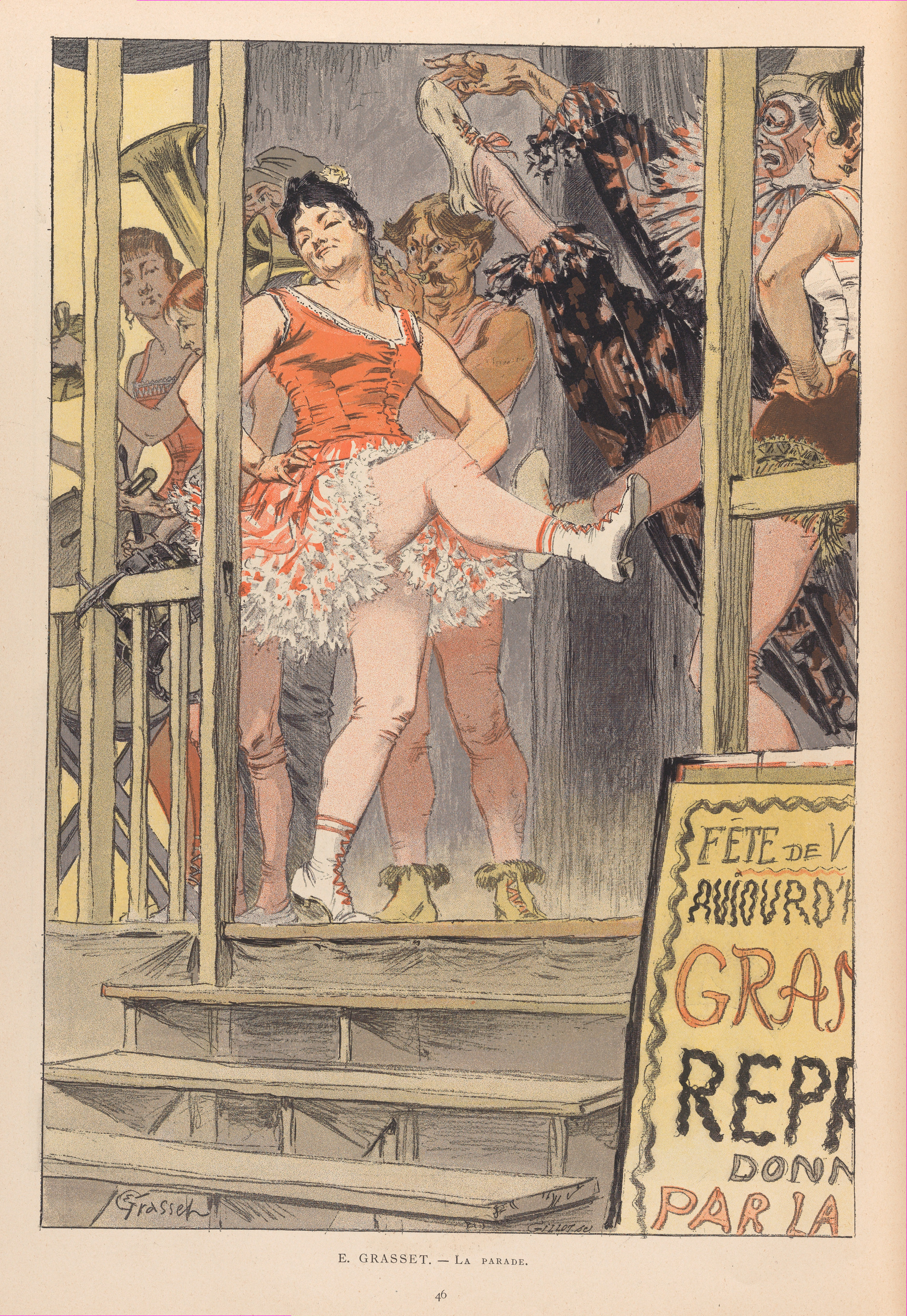
《춤》(La danse), 1887년, 파리 일뤼스트레(Paris illustré) 제59호 수록
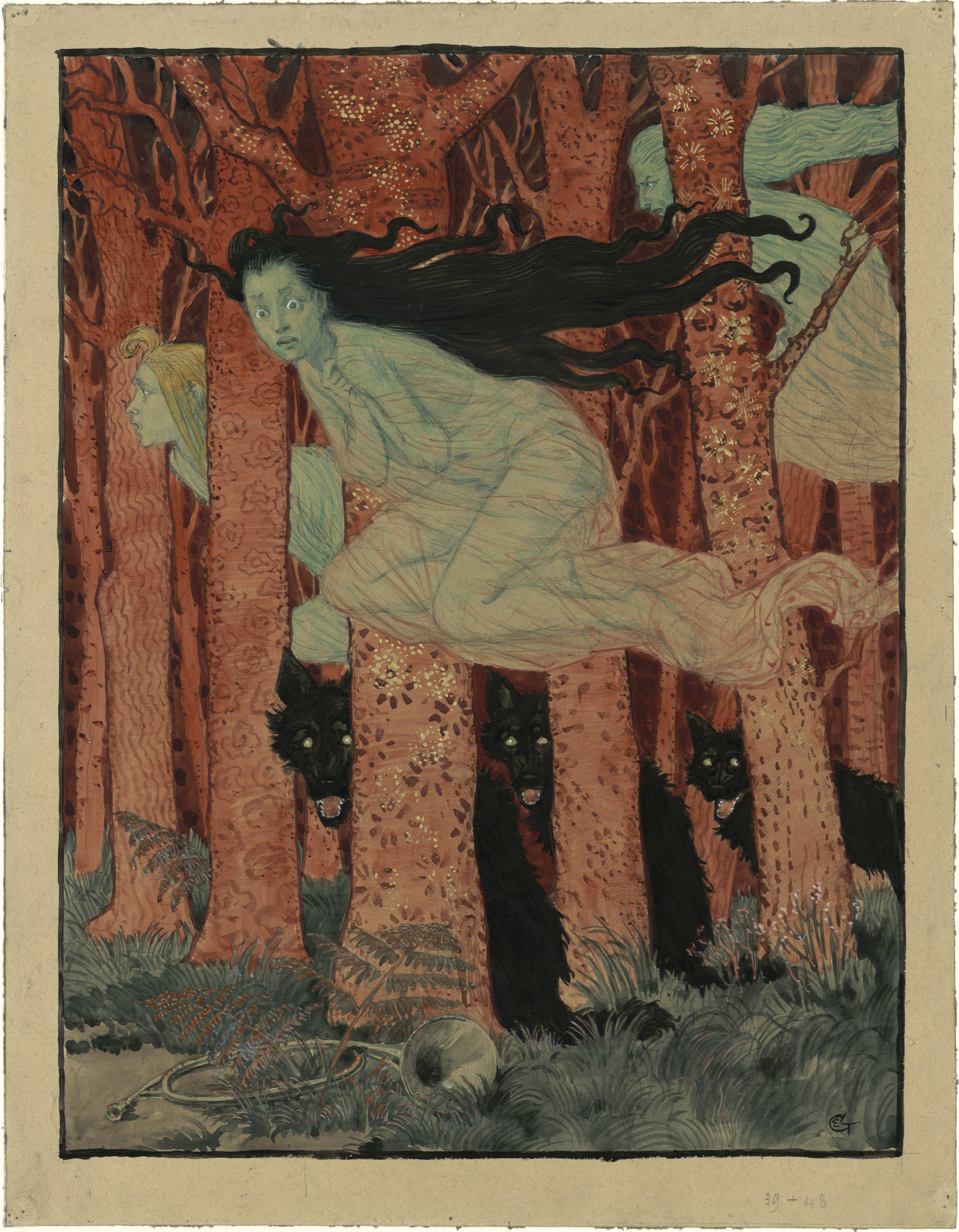
《세 여성과 세 마리의 늑대》, 1892년경
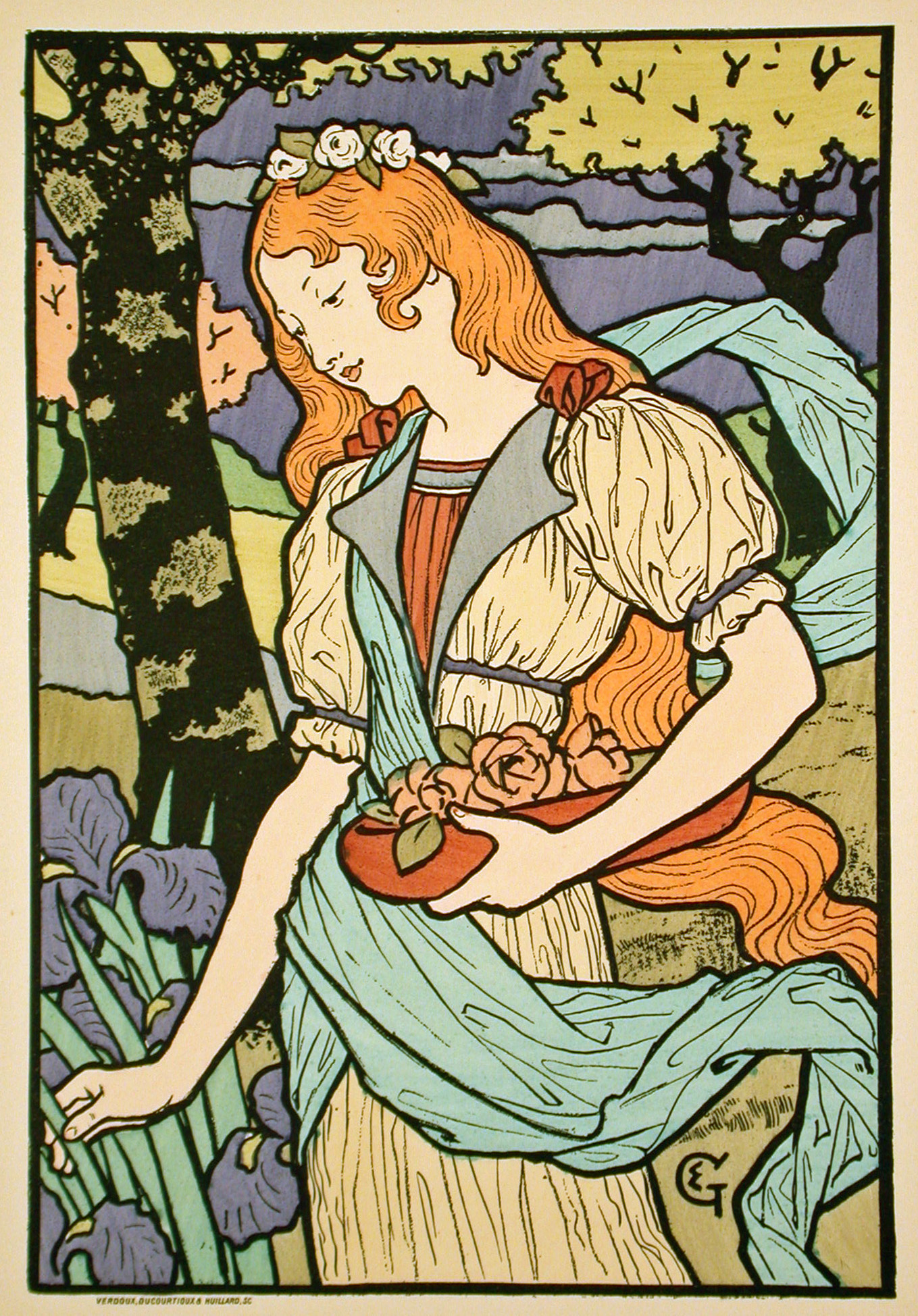
1893년 그래프턴 갤러리에서 열린 프랑스 장식미술 전시회 포스터
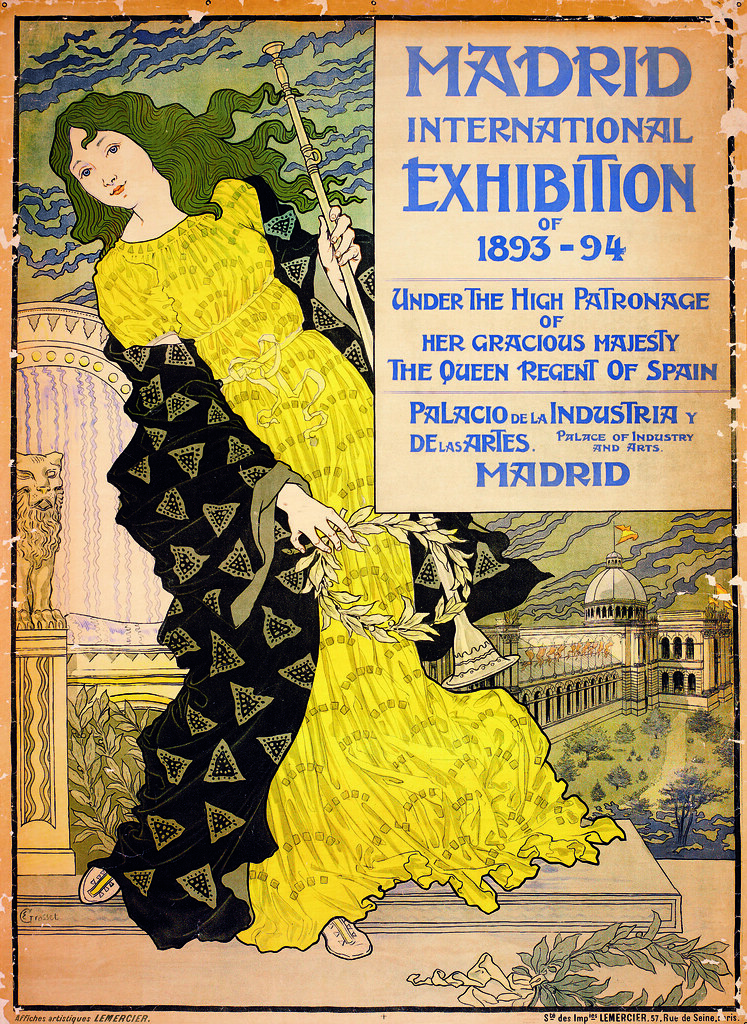
모데르니스메 양식의 마드리드 국제 박람회 포스터, 1893년
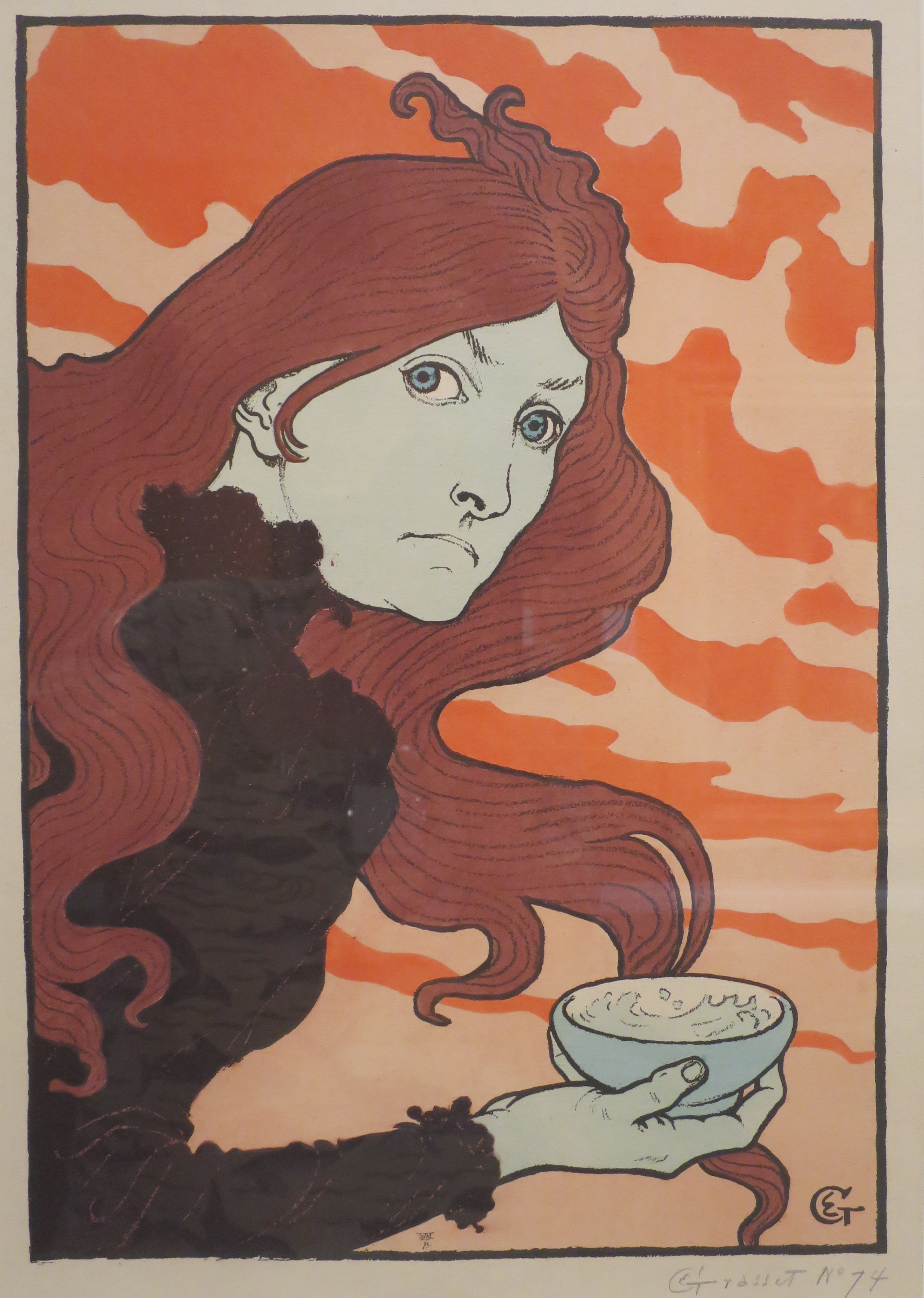
《황산을 던지는 여자》(La Vitrioleuse), 1894년, 손으로 색을 입힌 석판화
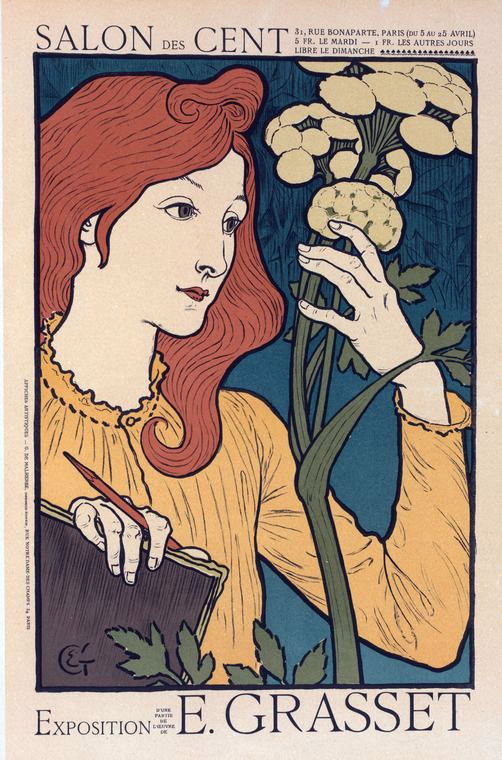
살롱 데 상에서 개최된 그라세의 전시회, 1894년

### 광고 포스터

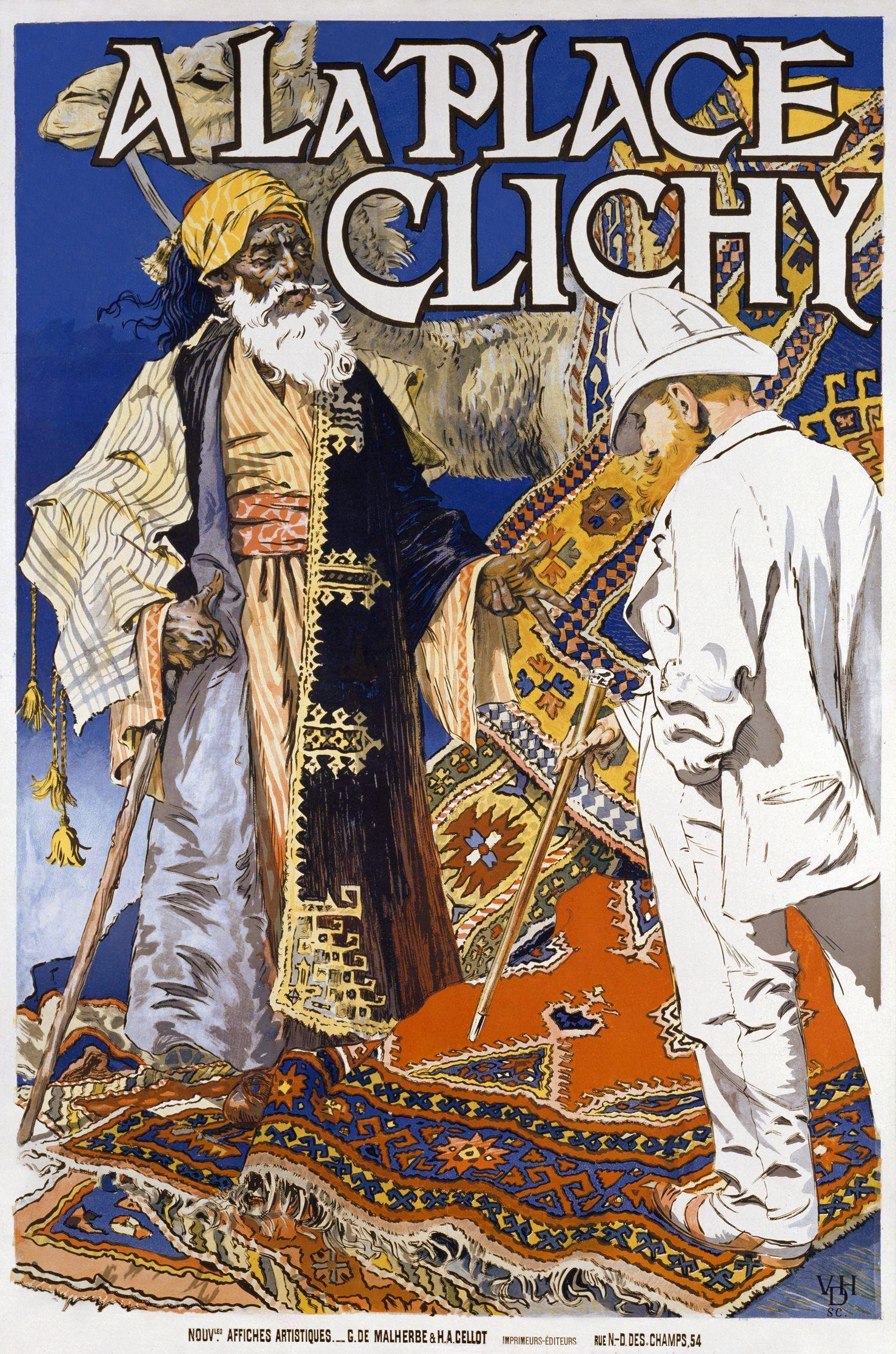
동양 융단을 위한 광고 포스터, 아 라 플라스 클리시, 1891년경
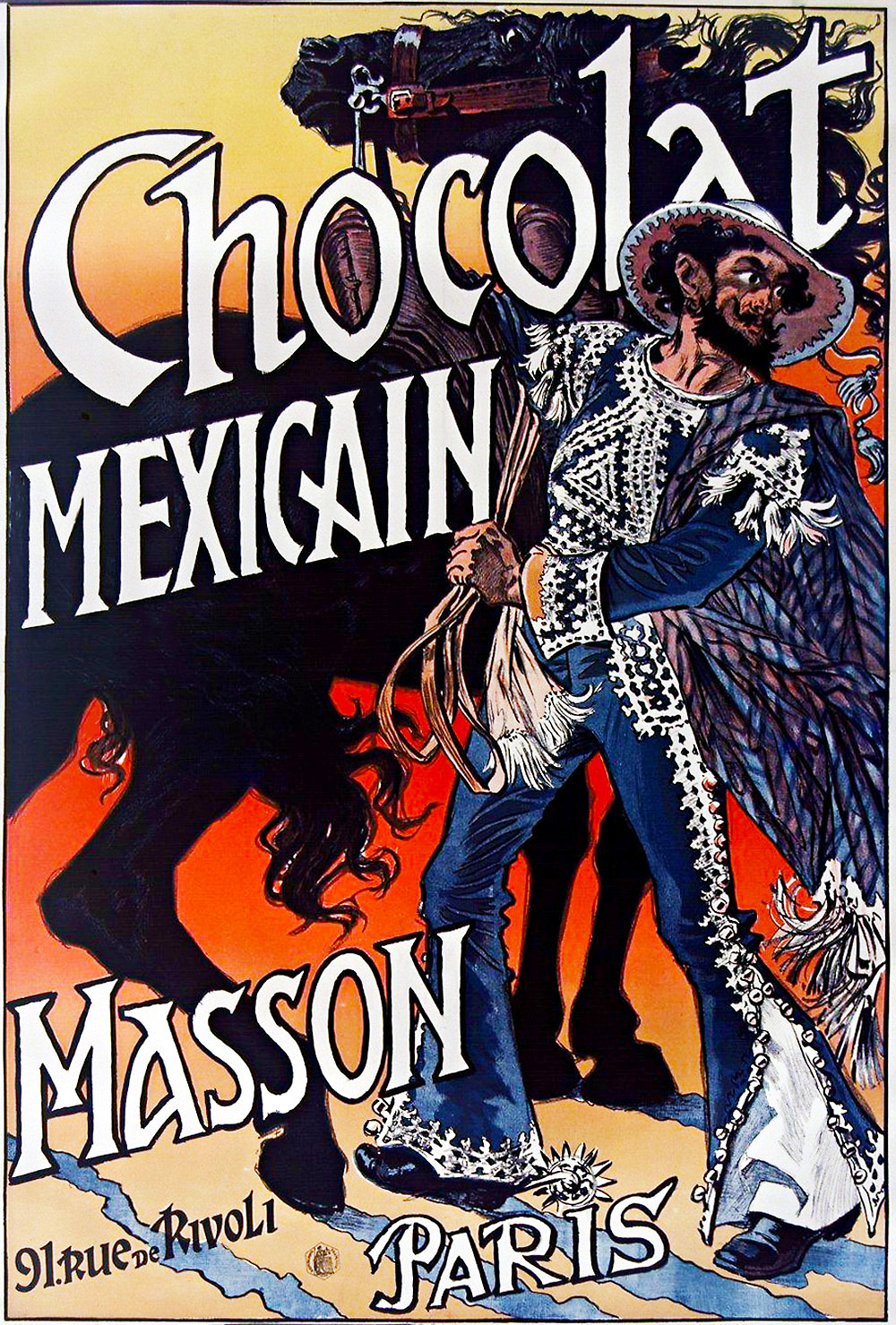
멕시코산 초콜릿 광고 포스터
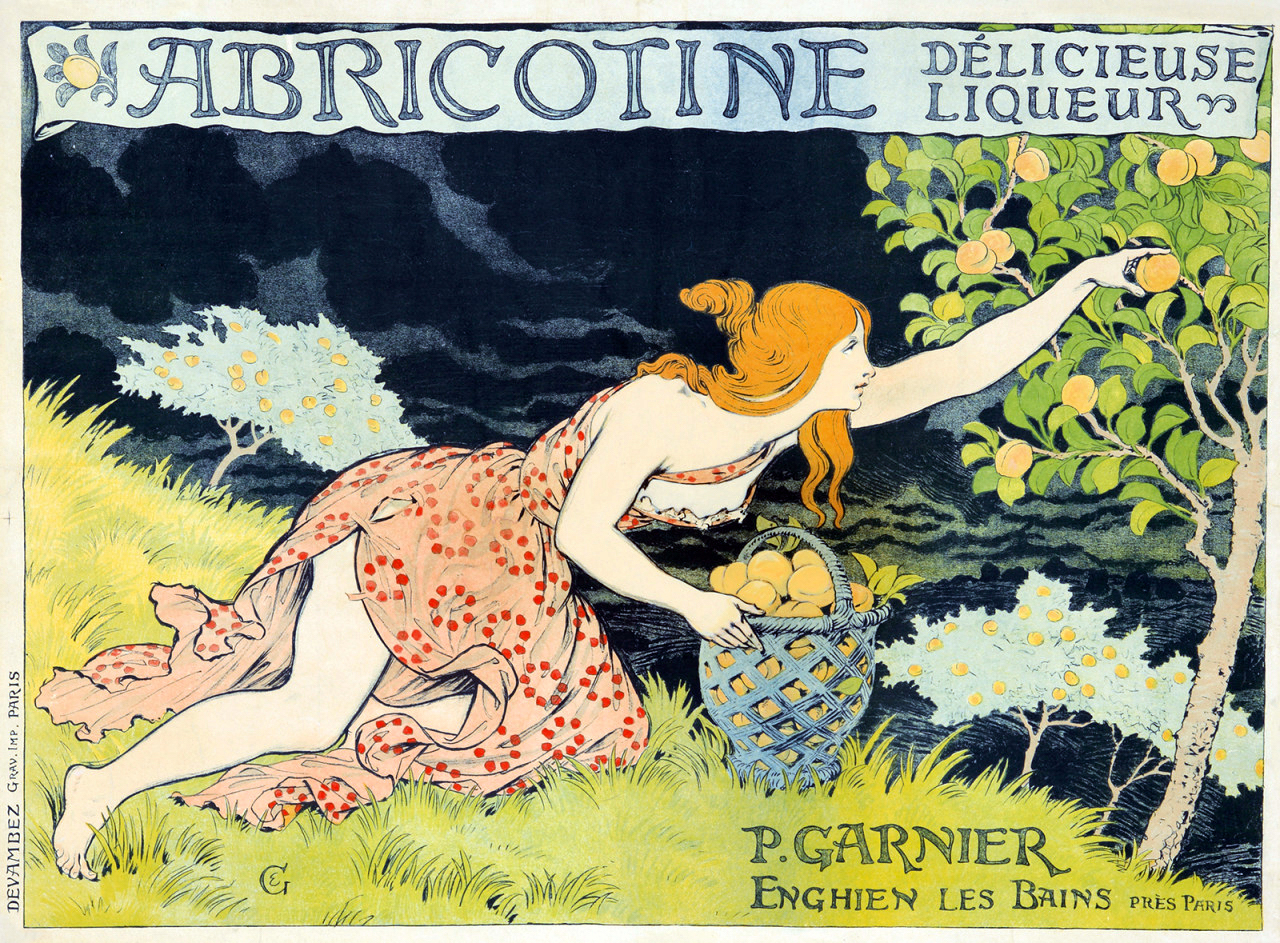
살구 리큐어 포스터, 1905년
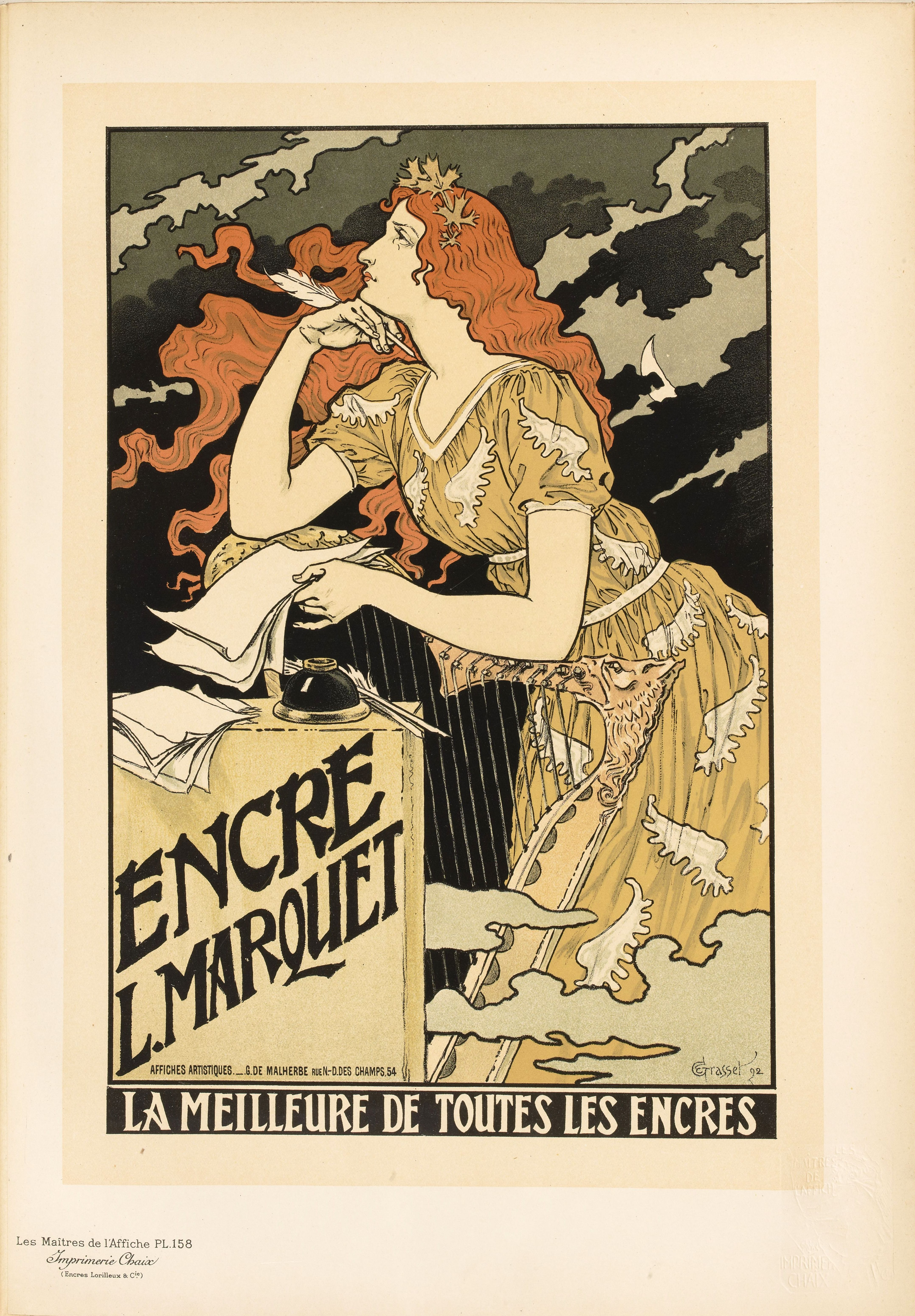
마르케 잉크 광고 포스터, 1895년

### 1896년 달력 삽화

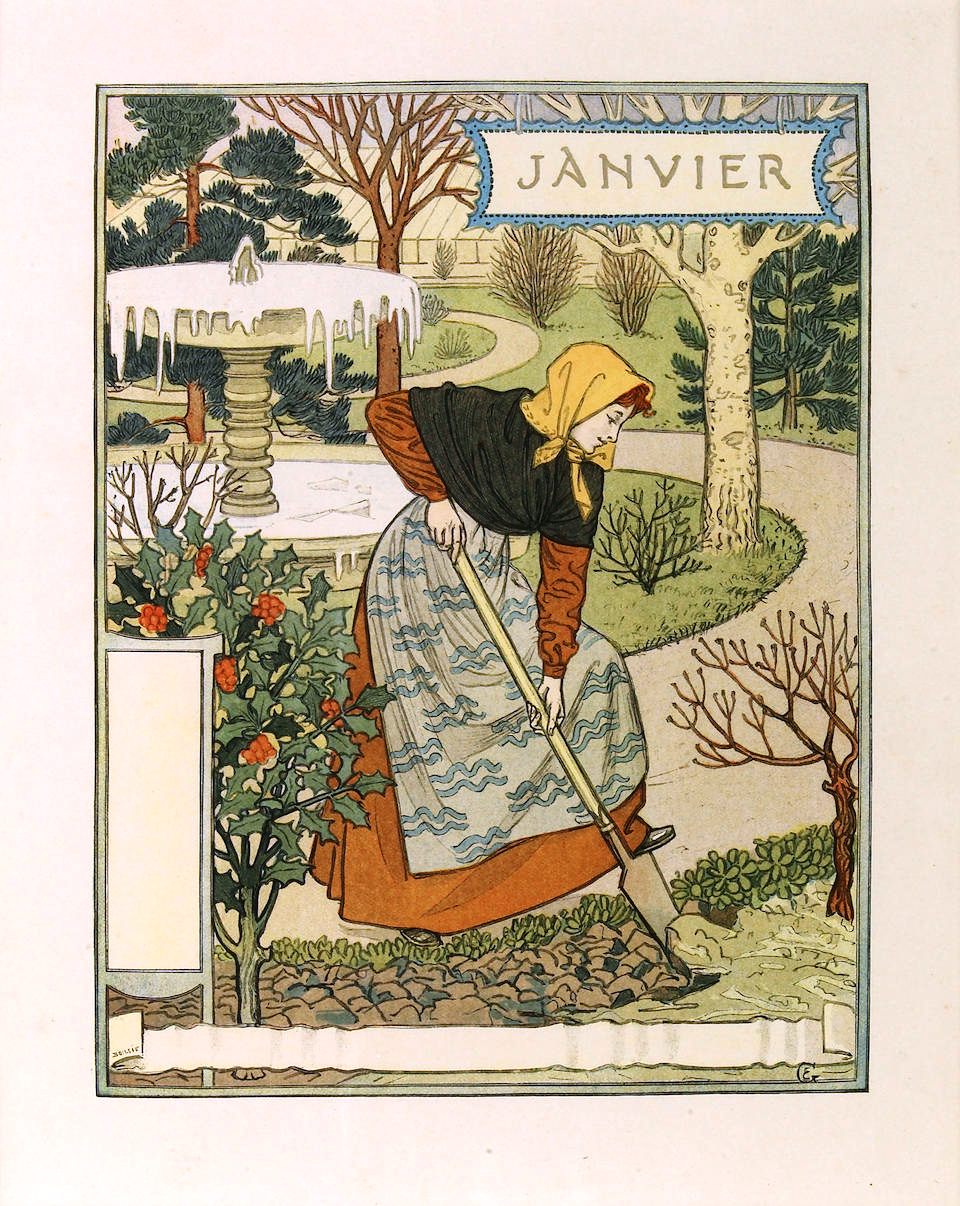
1월
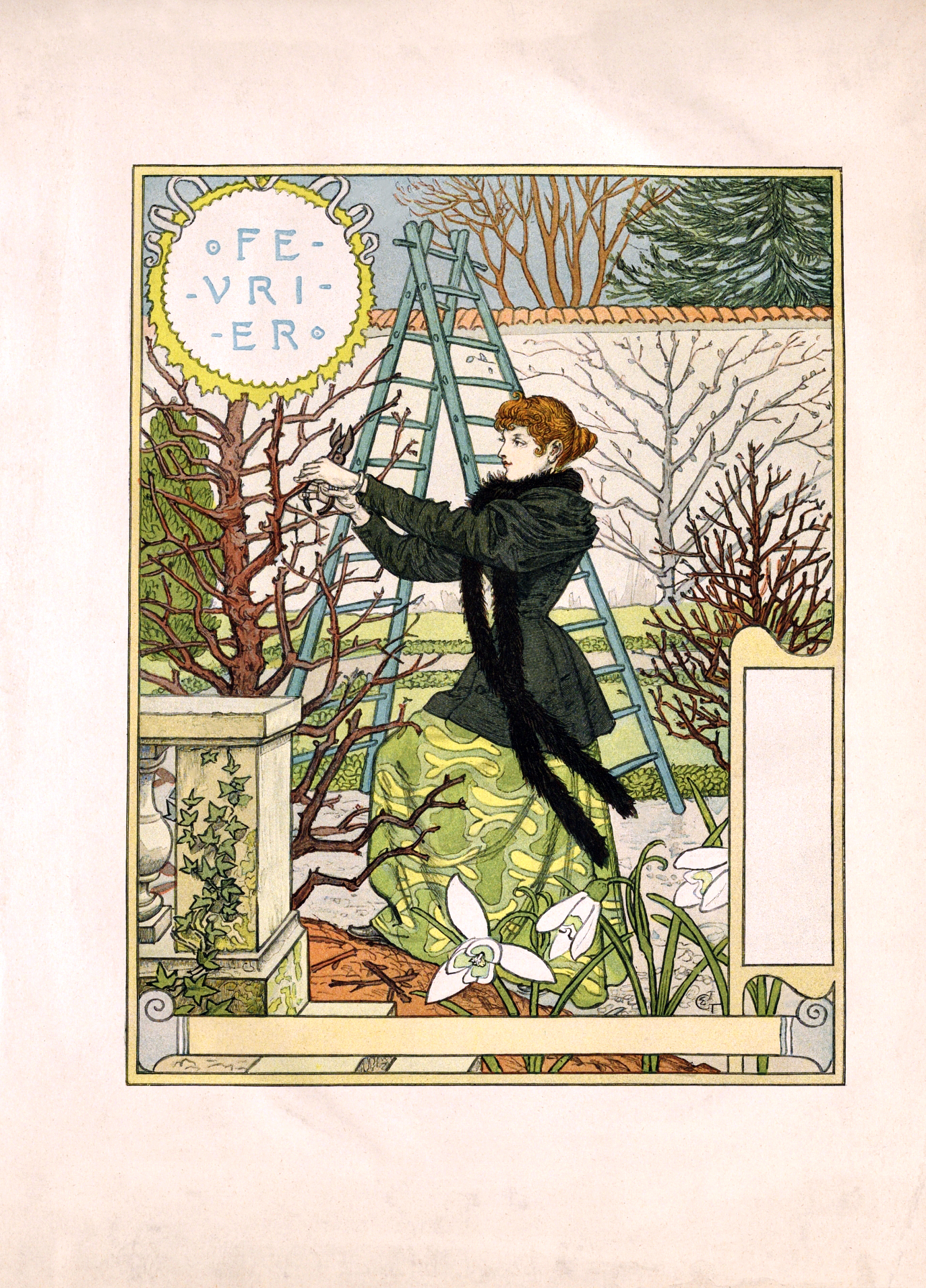
2월
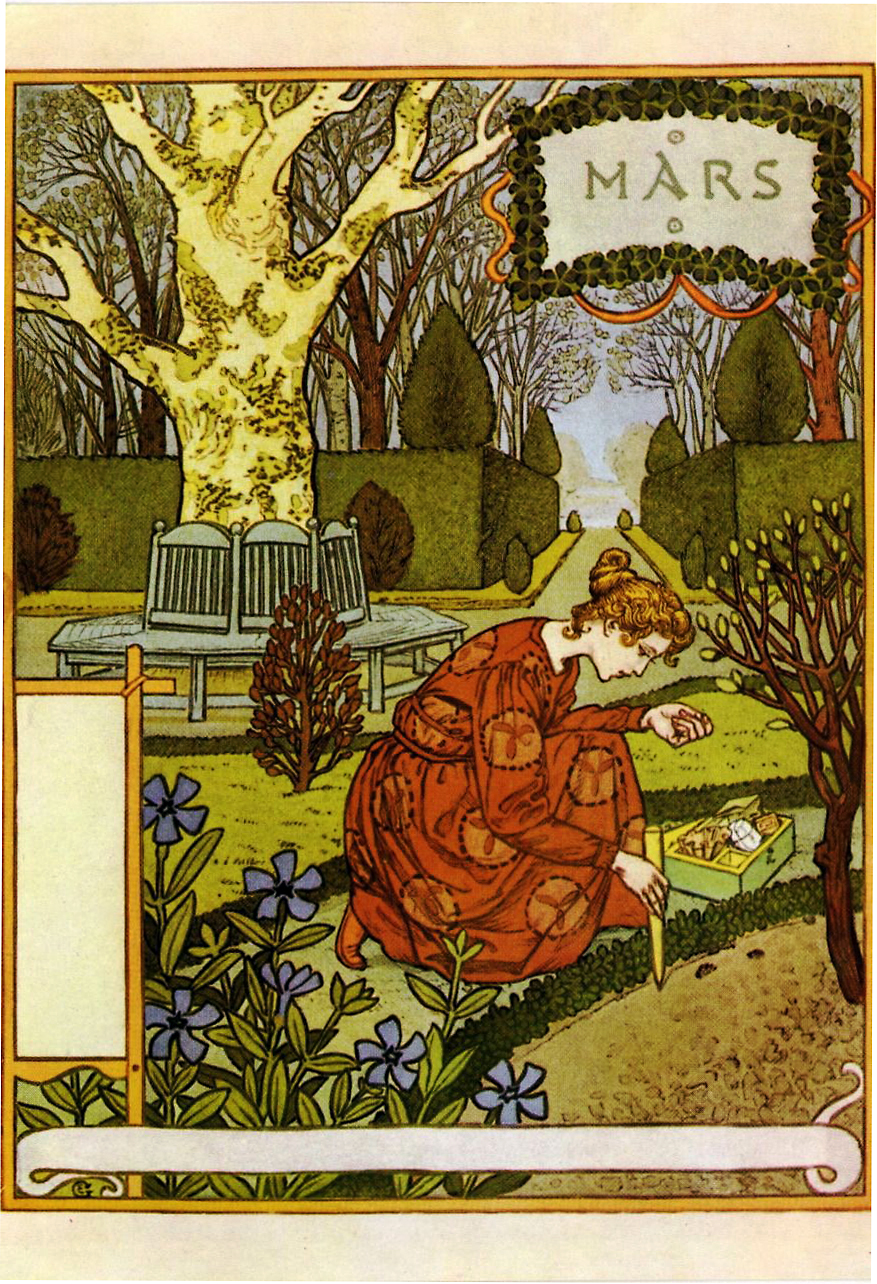
3월
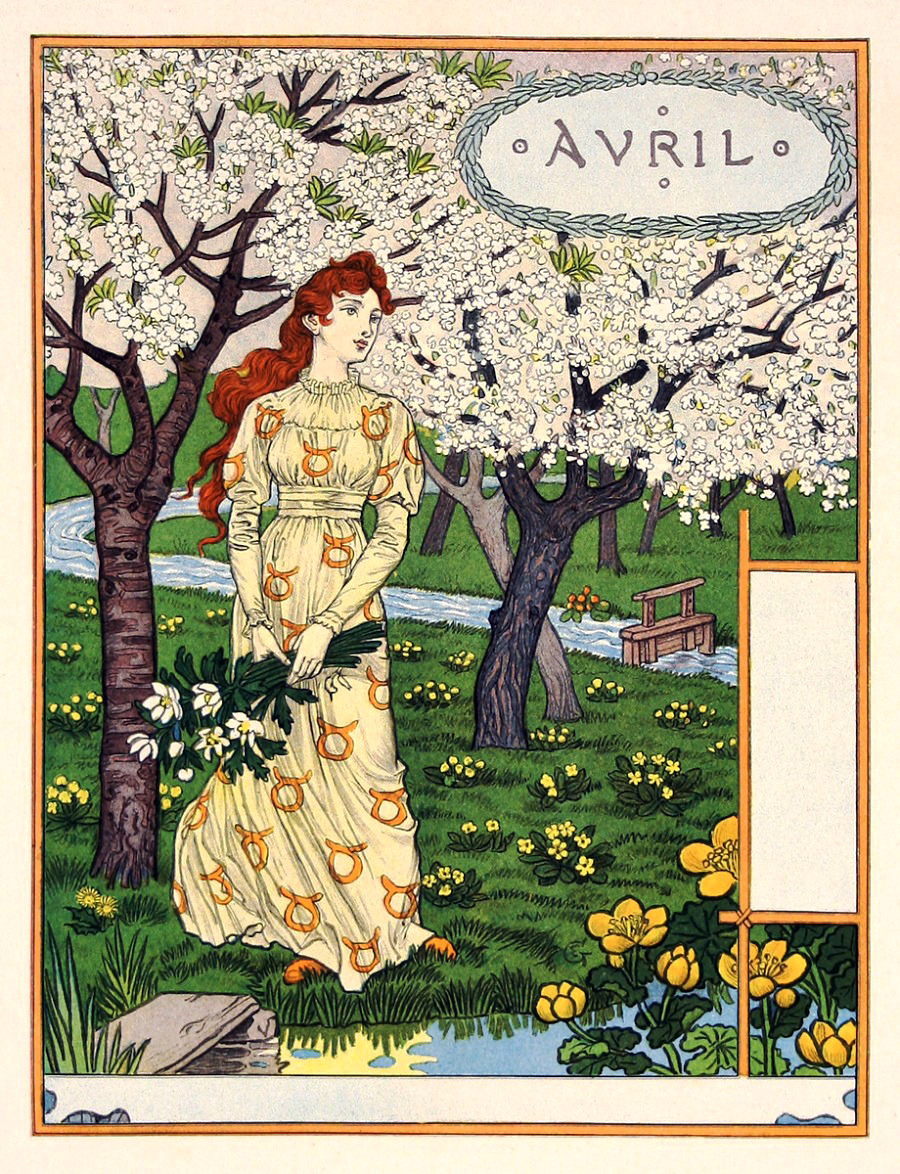
4월
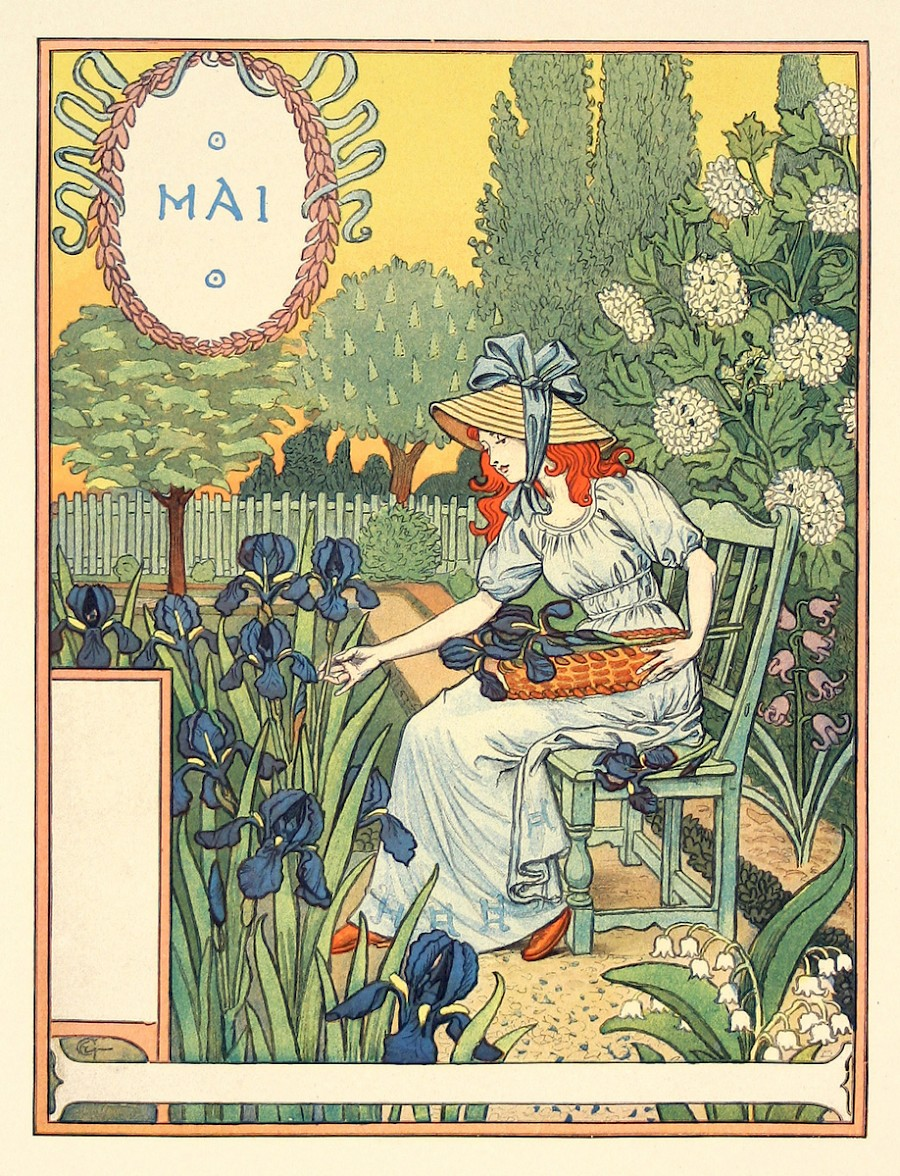
5월
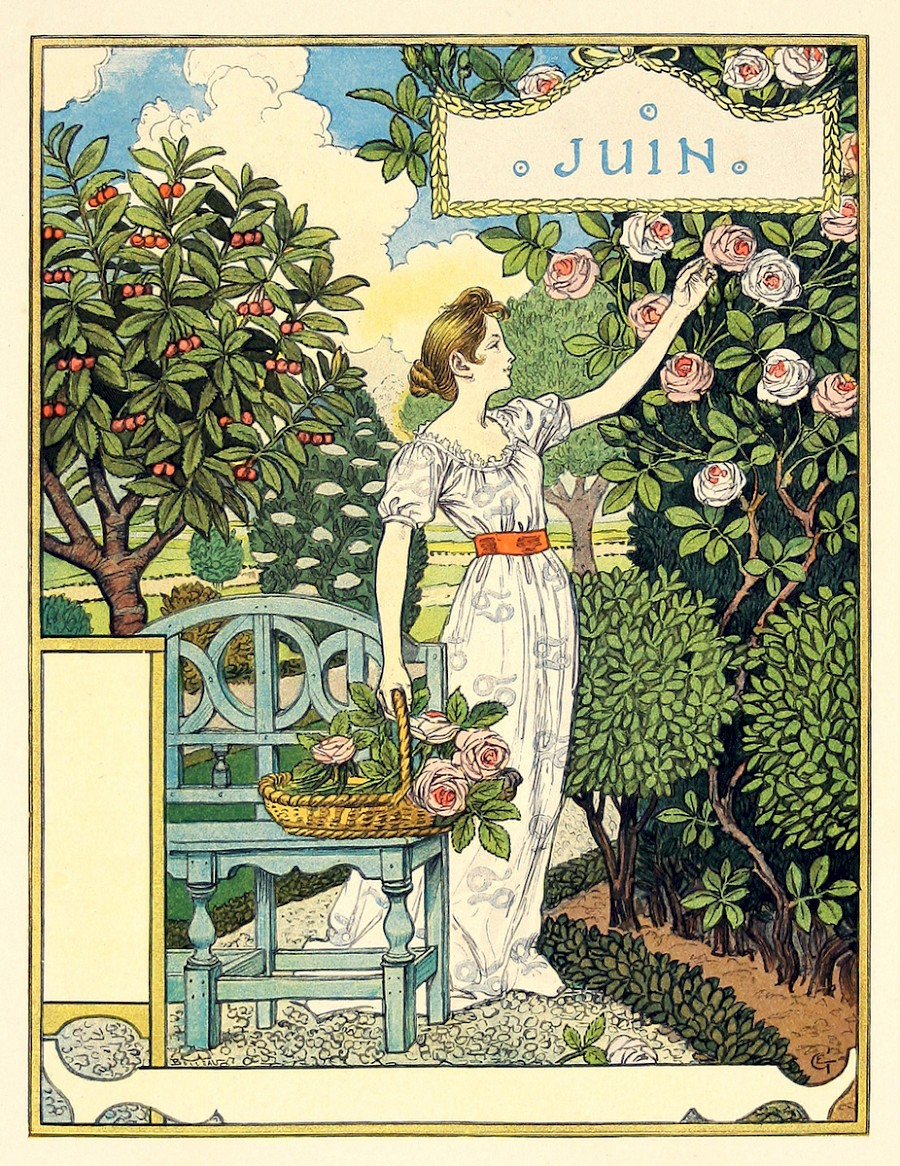
6월
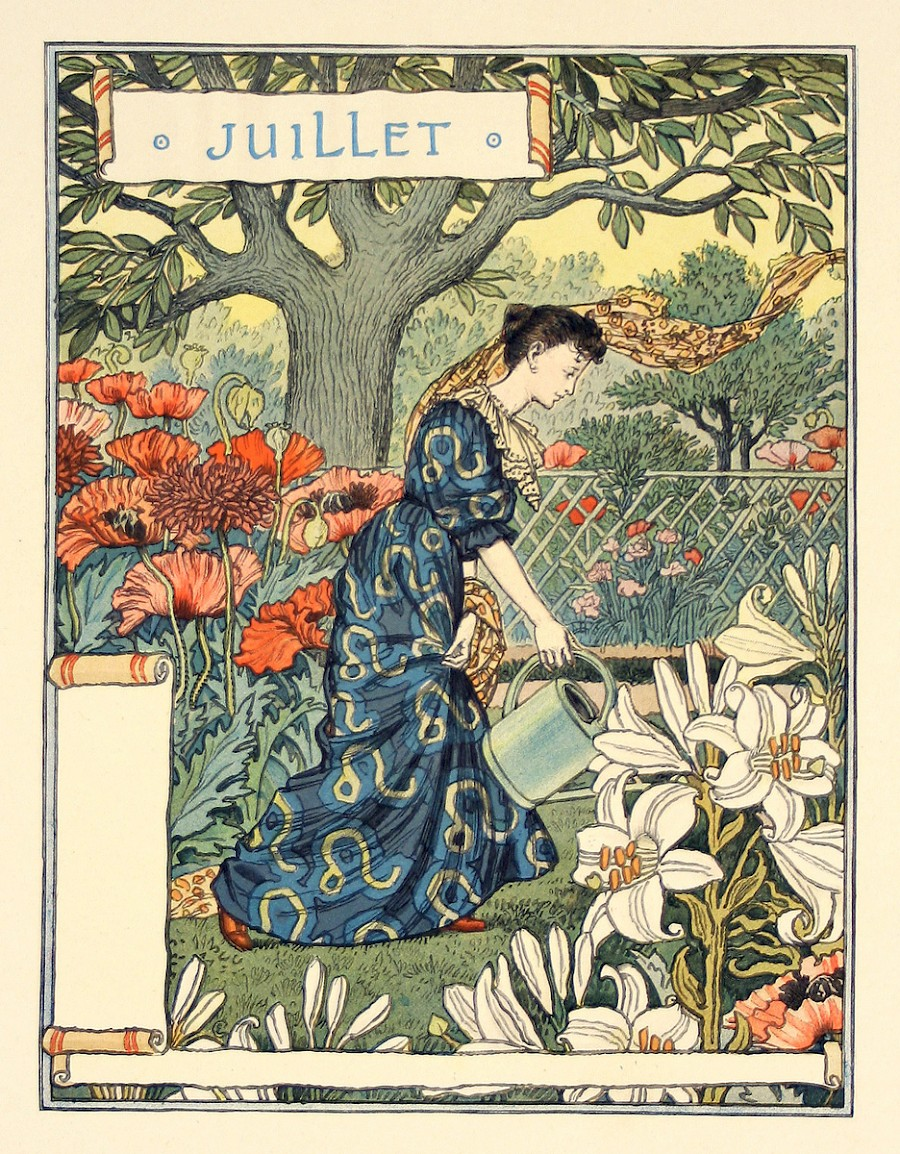
7월
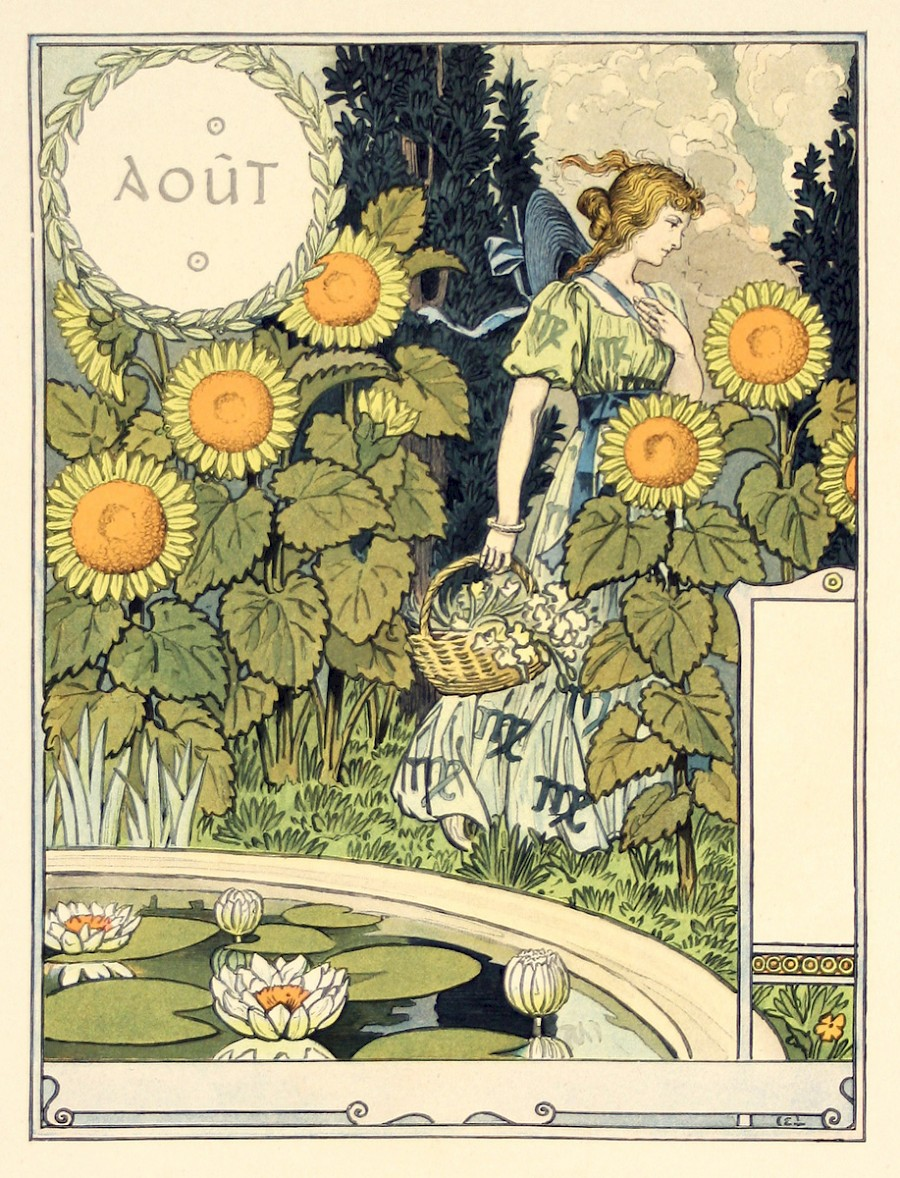
8월
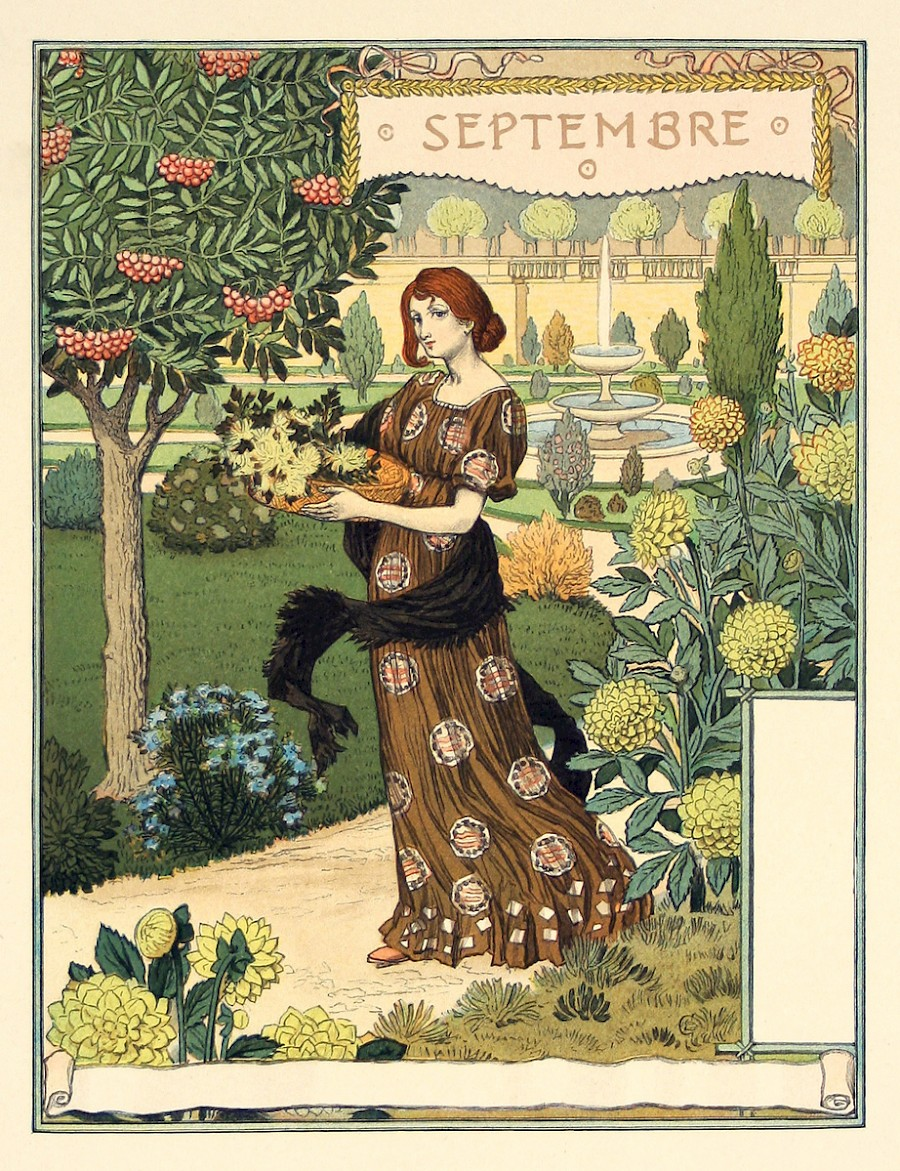
9월
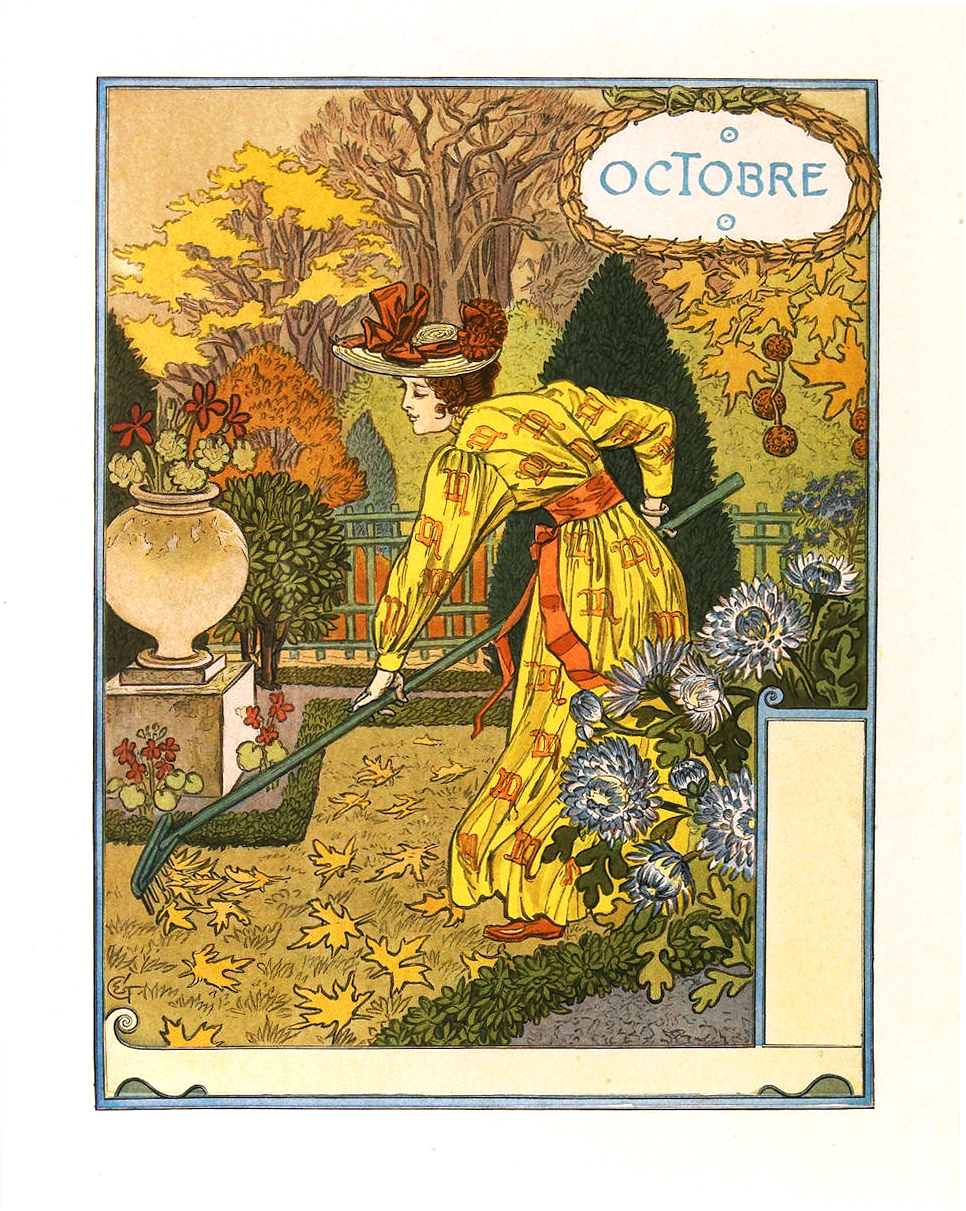
10월
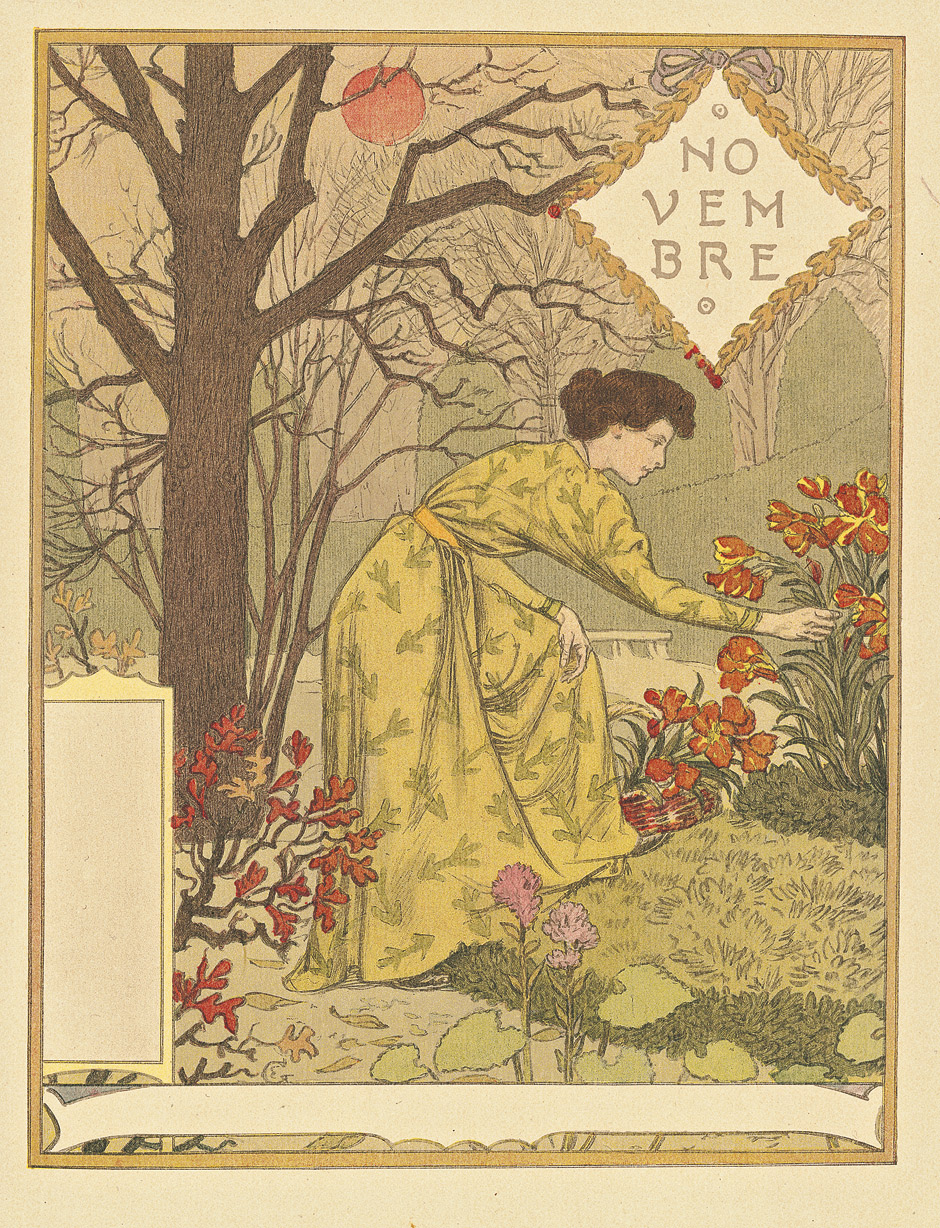
11월
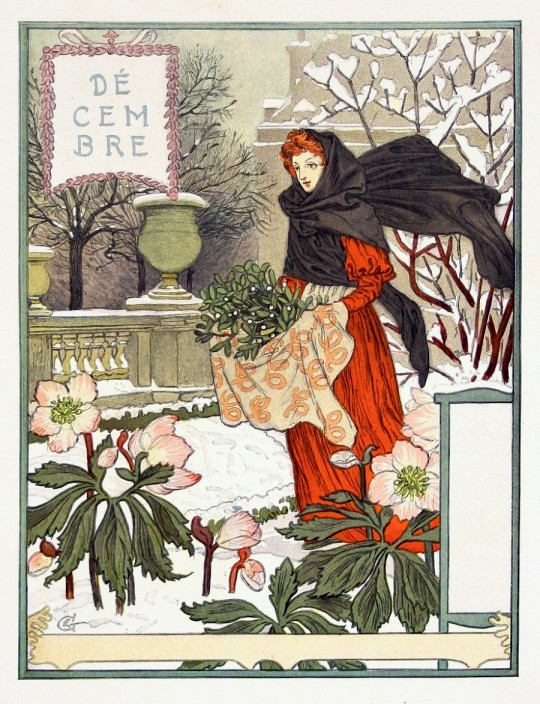
12월

### 쥬얼리 디자인

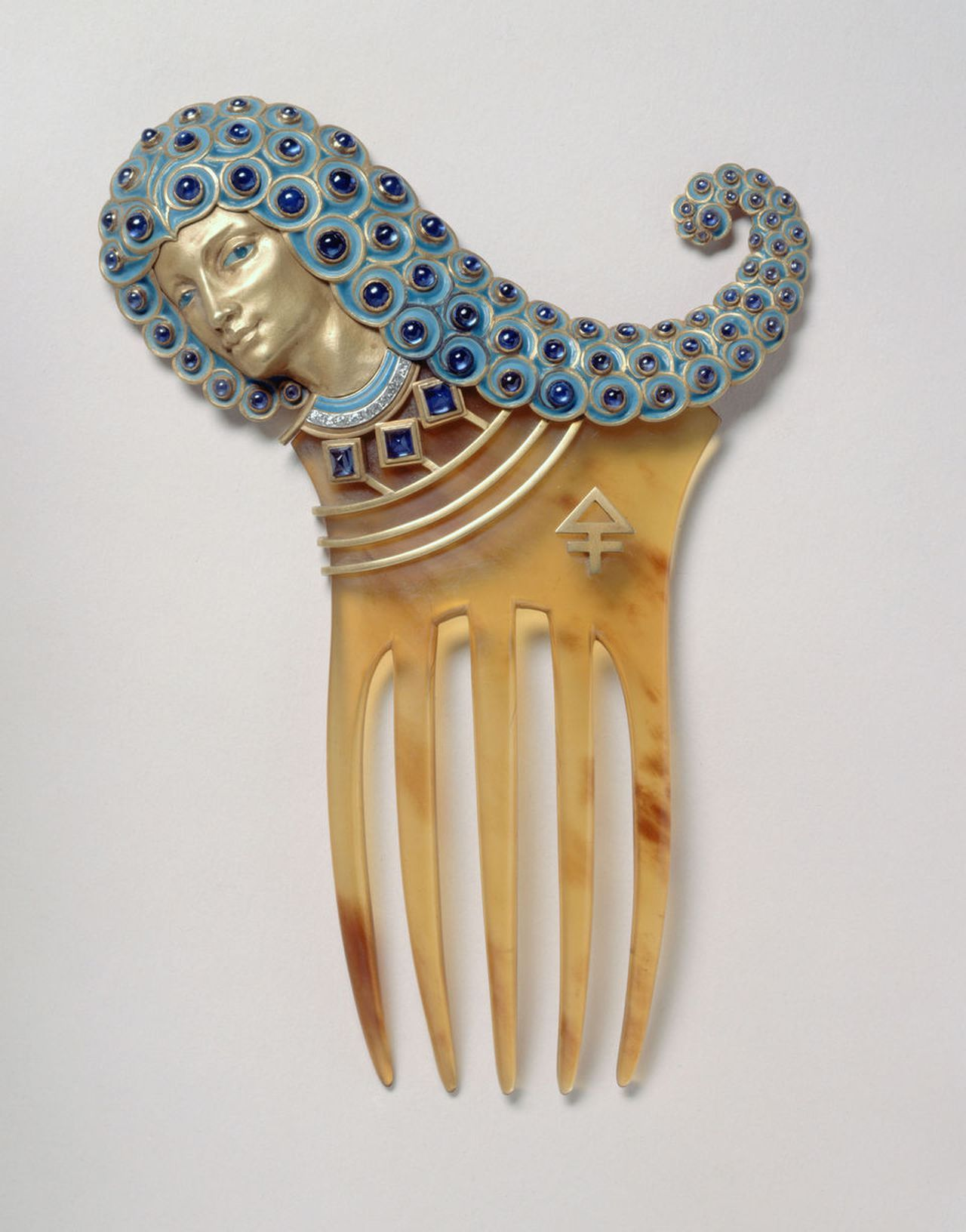
'아시리아풍' 빗, 1900년경, 프티 팔레 소장
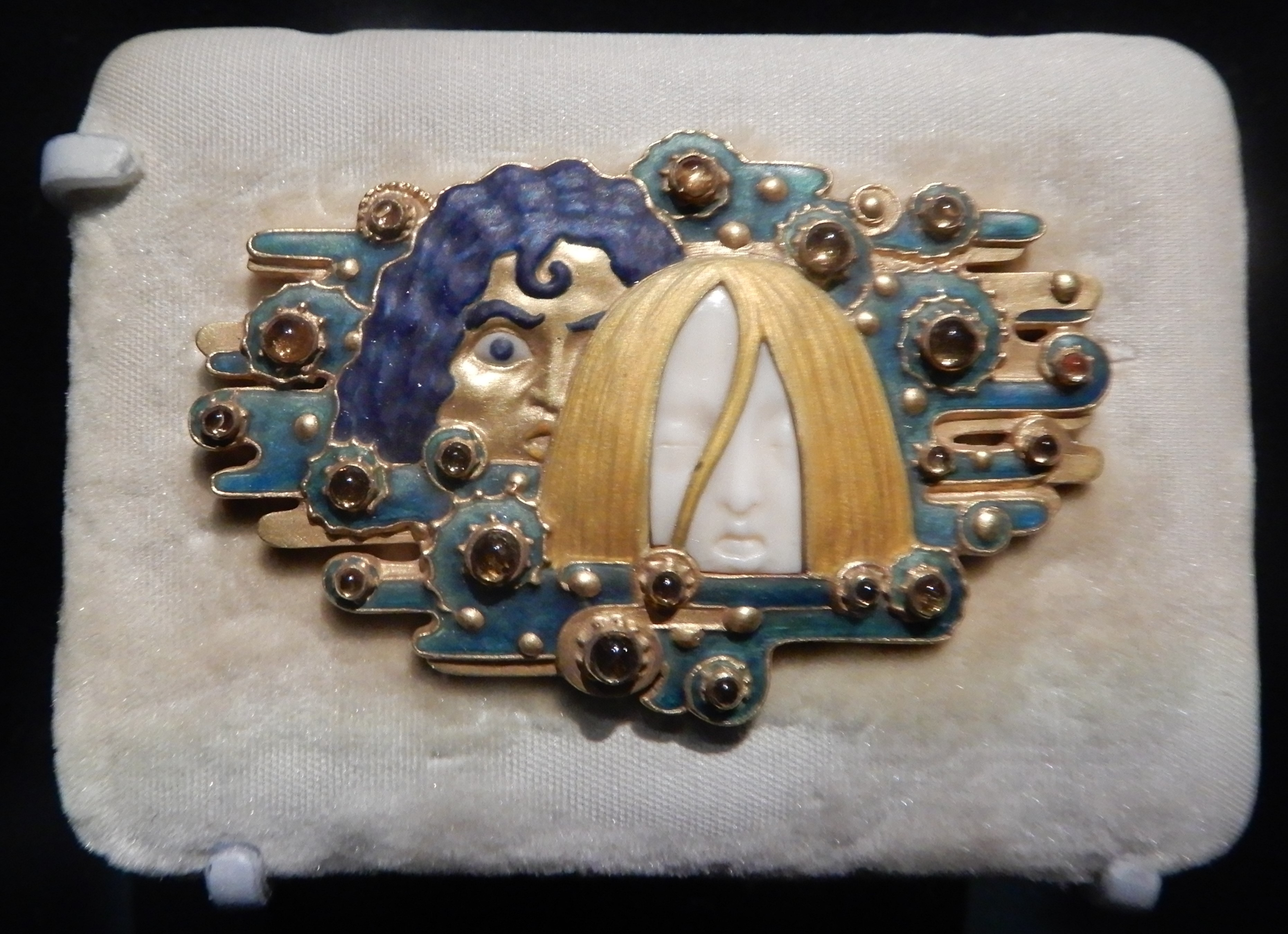
《출현》(Apparitions), 에나멜 브로치, 1900년, 오르세 미술관 소장
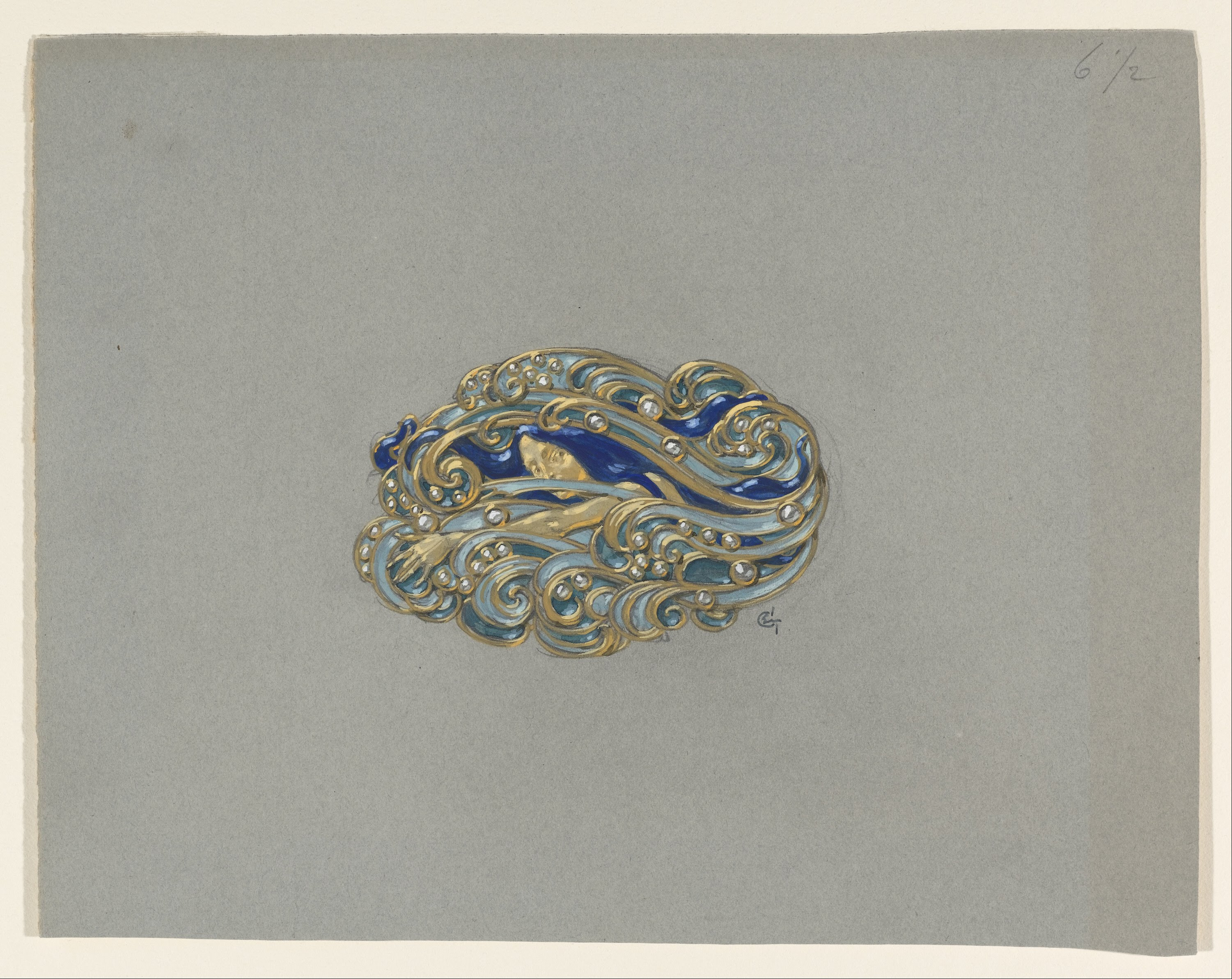
에나멜 브로치 도안, 1900년
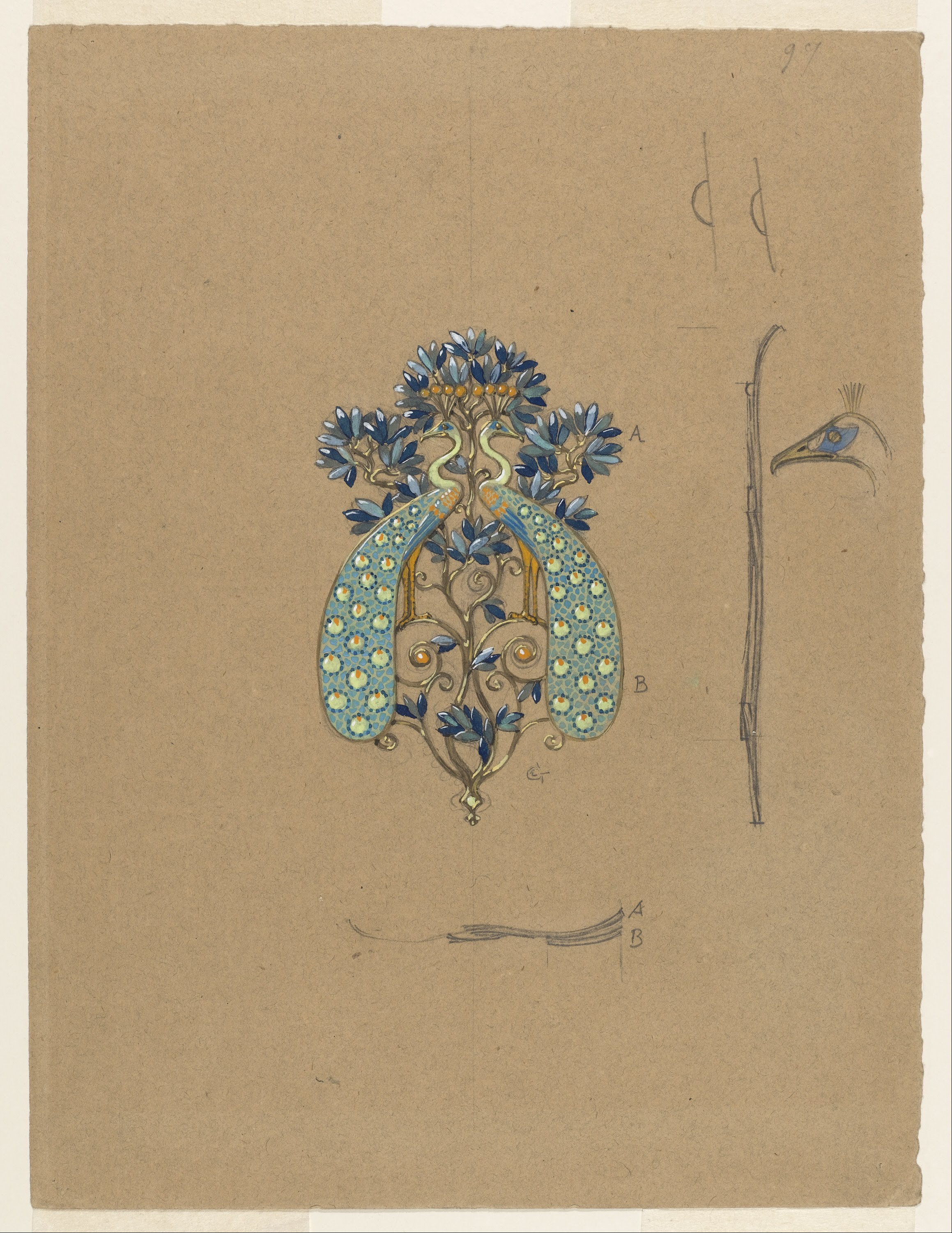
두 마리 공작이 장식된 벨트 버클 도안

## 참조
- Anne Murray Robertson (1998). 《Eugène Grasset: une certaine image de la femme : [exposition, Fondation Neumann, Gingins, 17 septembre 1998 - 31 janvier 1999]》. Skira. ISBN 978-88-8118-409-5.

- Jean-François Luneau (2006). 《Félix Gaudin: peintre-verrier et mosaïste, 1851-1930》. Presses Univ Blaise Pascal. ISBN 978-2-84516-284-6.